# Jean Chardin
Jean Chardin, född den 26 november 1643 i Paris, död den 26 januari 1713 i London, var en fransk upptäcktsresande.
Efter att ha inhämtat grundliga kunskaper sändes han av sin far, en protestantisk juvelerare, till Indien för att uppköpa diamanter. Han reste genom Persien till Surat och återvände sedan till Persien, där han sex år kvarstannade i Isfahan som shah Abbas skyddsling.
1670 återvände han till Frankrike, men begav sig redan följande år under stora äventyrligheter genom Kaukasien tillbaka till Persien, där han kvarstannade till 1667, då han via Godahoppsudden återvände till sitt hemland. Detta måste han dock åter lämna på grund av förföljelserna mot protestanterna, varför han begav sig till London, och 1683 sändes han till Nederländerna som engelsk minister och ombud för ostindiska kompaniet.
Han nedskrev Journal du voyage du chevalier Chardin en Perse et aux Indes orientales par la mer Noire et par la Colchide, som utkom i London och Amsterdam 1686-1711, försedd med illustrationer efter teckningar av en särskilt medförd tecknare. Detta ofta omtryckta verk har givit sin författare en välförtjänt berömmelse och var länge ett standardverk för kunskapen om Persien och andra orientaliska välden.